# Sender Heide
In Welmbüttel befindet sich seit dem 20. Dezember 1952 der Sender Heide (damals 2. Hörfunkprogramm des NWDR), dieser wurde am 20. Dezember 1959 zu einem Grundnetzsender des Norddeutschen Rundfunks ausgebaut. Der alte Gittermast hatte eine Höhe von 93 Meter und stand auf einer Sockelhöhe von 60 m ü. NN, dieser Gittermast von 1952 wurde 1988 abgebaut. Bereits im Jahre 1987 wurde der neue 152 Meter hohe abgespannte Stahlfachwerkmast mit quadratischem Querschnitt, ca. 30 Meter versetzt in der Nähe errichtet. Er ist mit einer Höhe von über 200 m ü. NN das höchste Bauwerk im Kreis Dithmarschen. Seit 1987 werden sämtliche NDR-Hörfunkprogramme sowie R.SH und delta radio mit jeweils 15 kW ERP (Ausnahme: N-Joy 0,5 kW) ausgestrahlt. Im Sommer 2006 erhielt der Gittermast eine verstärkte Abspannung, um am 17. August 2006 eine neue Antennenspitze aufnehmen zu können. Mit dieser neuen Antenne sind DVB-T-Ausstrahlungen für Dithmarschen und große Teile der angrenzenden Kreise (bis Helgoland) möglich. Bis zur Umstellung auf DVB-T strahlte der Sender auch das analoge ARD-Fernsehprogramm auf VHF (Kanal 10 (210,25 MHz) ) aus.

## Frequenzen und Programme

### Analoger Hörfunk (UKW)
| Frequenz (MHz) | Programm         | RDS PS             | RDS PI                | Regionalisierung | ERP (kW) | Antennen- diagramm rund (ND) / gerichtet (D) | Polarisation horizontal (H) / vertikal (V) |
| -------------- | ---------------- | ------------------ | --------------------- | ---------------- | -------- | -------------------------------------------- | ------------------------------------------ |
| 87,9           | NDR Info         | NDR_Info           | D384                  | –                | 15       | D (260–320°)                                 | H                                          |
| 90,5           | NDR 1 Welle Nord | NDR1_HEI NDR_1_SH  | D6E1 (regional), D3E1 | Heide            | 15       | ND                                           | H                                          |
| 94,9           | N-Joy            | _N-JOY__/ VOM_NDR_ | D385                  | –                | 0,8      | D (260–320°)                                 | H                                          |
| 96,3           | NDR 2            | _NDR_2__           | D382                  | –                | 15       | ND                                           | H                                          |
| 99,4           | NDR Kultur       | NDR_Kult           | D383                  | –                | 15       | ND                                           | H                                          |
| 100,4          | delta radio      | _delta__           | D4E9 (regional), D3E9 | Nord/West        | 15       | D (60-0°)                                    | H                                          |
| 103,8          | R.SH             | RSH-WEST __RSH___  | D8E8 (regional), D3E8 | Heide            | 15       | ND                                           | H                                          |

### Digitales Radio (DAB / DAB+)
Digitaler Hörfunk im DAB+-Standard wird seit dem 22. November 2016 in vertikaler Polarisation im Gleichwellenbetrieb (Single Frequency Network) mit anderen Sendern ausgestrahlt. Ergänzend zum bundesweiten Multiplex ist das Programmangebot des Norddeutschen Rundfunks am 30. Januar 2018 hinzugekommen.
| Block                       | Programme | ERP (kW) | Antennendiagramm rund (ND) / gerichtet (D) | Gleichwellennetz (SFN) |
| --------------------------- | --- | -------- | ------------------------------------------ | --- |
| 5C DRDeutschland (D__00188) | DAB+ Block der Media Broadcast: - Absolut relax (72 kbps) - Dlf (104 kbps) - Dlf Kultur (112 kbps) - Dlf Nova (104 kbps) - DRadio DokDeb (48 kbps) - Energy Digital (72 kbps) - ERF Plus (64 kbps) - Klassik Radio (72 kbps) - Radio Bob (72 kbps) - Radio Horeb (48 kbps) - Radio Schlagerparadies (64 kbps) - Schwarzwaldradio (64 kbps) - sunshine live (72 kbps) - DRadio Daten (32 kbps Daten) - EPG Deutschland (16 kbps Daten) - TPEG (16 kbps Daten) - TPEG_MM (16 kbps Daten) | 5        | D (60–350°)                                | - Baden-Württemberg: Aalen, Baden-Baden (Fremersberg), Bad Mergentheim, Blauen, Brandenkopf, Donaueschingen, Feldberg im Schwarzwald, Freiburg (Vogtsburg-Totenkopf), Geislingen (Oberböhringen), Großerlach (Hohe Brach), Heidelberg (Königstuhl), Heilbronn (Schweinsberg), Hochrhein (Rickenbach), Hornisgrinde, Pforzheim (Schömberg-Langenbrand), Raichberg, Ravensburg (Höchsten), Reutlingen, Stuttgart (Frauenkopf), Ulm (Kuhberg) - Bayern: Amberg (Hirschau), Aschaffenburg (Pfaffenberg), Augsburg (Hotelturm), Bad Tölz (Gaißach), Balderschwang, Bamberg (Geisberg), Büttelberg, Brotjacklriegel, Dillberg, Grünten, Herzogstand, Hochberg (Traunstein), Hoher Bogen, Inntal (Ebbs), Ingolstadt (Gelbelsee), Kreuzberg/Rhön, Landshut (Altdorf), München (Olympiaturm), Nennslingen (Büchelberg), Nürnberg, Oberammergau, Ochsenkopf, Passau, Pfänder, Pfaffenhofen, Pfarrkirchen, Pfronten, Regensburg (Hohe Linie), Unterringingen, Untersberg, Wendelstein (Bayrischzell), Würzburg (Frankenwarte) - Berlin: Berlin (Alexanderplatz), Berlin (Scholzplatz) - Brandenburg: Bad Belzig, Booßen, Brandenburg/Havel, Calau, Casekow, Cottbus, Eberswalde (geplant), Eisenhüttenstadt, Neuruppin (geplant), Petkus, Pritzwalk, Templin - Bremen: Bremen (Walle), Bremerhaven-Schiffdorf - Hamburg: Hamburg (Moorfleet), Hamburg (Heinrich-Hertz-Turm) - Hessen: Bad Hersfeld (Rimberg), Biedenkopf (Sackpfeife), Fulda (Hummelskopf), Frankfurt (Europaturm), Gelnhausen (Schnepfenkopf), Gießen (Dünsberg), Großer Feldberg, Hardberg, Hohe Wurzel, Hoher Meißner, Kassel (Habichtswald), Mainz-Kastel - Mecklenburg-Vorpommern: Garz (Rügen), Güstrow, Malchin, Neubrandenburg-Süd, Neustrelitz (geplant), Rostock (Toitenwinkel), Röbel, Schwerin (Zippendorf-Gr.Dreesch), Torgelow, Wismar/Rüggow, Züssow - Niedersachsen: Aurich-Popens, Braunschweig (Broitzem), Braunschweig (Drachenberg), Cuxhaven-Stadt, Dannenberg, Göttingen (Bovenden-Osterberg), Hannover (Telemax), Lingen, Lüneburg-Neu Wendhausen, Molbergen-Peheim, Osnabrück (Bramsche-Schleptruper Egge), Hildesheim (Sibbesse), Steinkimmen, Uelzen, Visselhövede, Wilhelmshaven - Nordrhein-Westfalen: Aachen (Karlshöhe), Bergneustadt-Wiedenest (R), Bielefeld (Hünenburg), Bonn (Venusberg), Dortmund (Florianturm), Düsseldorf (Rheinturm), Eggegebirge, Herscheid, Hochsauerland (Hunau), Hürtgenwald-Großhau, Köln (Colonius), Langenberg, Lügde-Rischenau (Köterberg), Meschede (geplant), Minden (Jakobsberg), Münster (Fernmeldeturm), Schöppingen, Siegen-Süd, Wesel - Rheinland-Pfalz: Bad Kreuznach (Schanzenkopf), Bad Marienberg (Westerwald), Bornberg, Daun (Eifel), Edenkoben (Kalmit), Heckenbach-Schöneberg (Ahrweiler), Haardtkopf (geplant), Idar-Oberstein, Kaiserslautern, Kettrichhof, Koblenz (Kühkopf), Schnee-Eifel (geplant), Trier (Petrisberg) - Saarland: Merzig-Merchingen, Saarbrücken (Schoksberg) - Sachsen: Chemnitz, Dresden, Geyer, Leipzig, Löbau, Neustadt, Niederschöna (geplant), Oschatz, Schöneck, Zwickau Ost - Sachsen-Anhalt: Brocken, Burg, Dequede, Petersberg, Pettstädt (Weißenfels), Schneidlingen, Wittenberg - Schleswig-Holstein: Bungsberg, Bredstedt, Flensburg, Garding, Heide, Helgoland, Hennstedt, Itzehoe, Kiel (Kronshagen), Lübeck (Stockelsdorf), Schleswig, Niebüll (Süderlügum), Westerland (Sylt) - Thüringen: Bleßberg (Sonneberg), Erfurt-Hochheim, Gera, Inselsberg, Jena (Oßmaritz), Kulpenberg, Lobenstein (Sieglitzberg), Saalfeld (Remda), Weimar (Ettersberg) |
| 11B NDR SH11B (D__00377)    | DAB-Block des Norddeutschen Rundfunks: - NDR 1 SH HEI (Heide) (104 kbps) - NDR 2 SH (104 kbps) - NDR Kultur (104 kbps) - NDR Info SH (104 kbps) - N-Joy (104 kbps) - NDR Blue (104 kbps) - NDR Schlager (104 kbps) - NDR Info Spezial (104 kbps) - NDR BWS - NDR TPEG | 10       | D (250-10°)                                | Brunsbüttel, Garding, Heide, Helgoland, Itzehoe |

### Digitales Fernsehen (DVB-T)
In DVB-T werden folgende Programme ausgestrahlt:
| Kanal | Frequenz (MHz) | Multiplex                             | Programme im Multiplex | ERP (kW) | Antennen- diagramm rundum (ND) / gerichtet (D) | Polarisation horizontal (H) / vertikal (V) | Modulations- verfahren | FEC | Guard- intervall | Bitrate (MBit/s) | SFN mit                                                     |
| ----- | -------------- | ------------------------------------- | --- | -------- | ---------------------------------------------- | ------------------------------------------ | ---------------------- | --- | ---------------- | ---------------- | ----------------------------------------------------------- |
| 26    | 514            | ARD Digital (NDR)                     | - Das Erste - Phoenix - ARTE - tagesschau24 | 32       | ND                                             | H                                          | 16-QAM (8-k-Modus)     | 2/3 | 1/4              | 13,27            | Heide/Welmbüttel, Brunsbüttel, Bredstedt, Westerland (Sylt) |
| 24    | 498            | ARD regional (NDR Schleswig-Holstein) | - NDR Fernsehen (Schleswig-Holstein) - WDR Fernsehen / NDR (Niedersachsen) (zeitw.) - MDR Fernsehen (Sachsen-Anhalt) / NDR (MV) (zeitw.) - Bayerisches Fernsehen\| (Schwaben/Altbayern) / NDR (HH) (zeitw.) | 32       | ND                                             | H                                          | 16-QAM (8-k-Modus)     | 2/3 | 1/4              | 13,27            | Heide/Welmbüttel, Brunsbüttel, Bredstedt, Westerland (Sylt) |
| 31    | 554            | ZDFmobil                              | - ZDF - 3sat - ZDFinfo - KiKA (6–21 Uhr) / ZDFneo (21–6 Uhr) | 20       | ND                                             | H                                          | 16-QAM (8-k-Modus)     | 2/3 | 1/4              | 13,27            | Heide/Welmbüttel, Bredstedt, Westerland (Sylt)              |

### Analoges Fernsehen (PAL)
Bis zur Umstellung auf DVB-T am 24. Oktober 2006 diente der Sender Heide als analoger Grundnetzsender (PAL) für Das Erste. Die vertikale Ausstrahlung in Verbindung mit der relativ großen  Wellenlänge bei 210,25 MHz führte zu einer weit ausgedehnten Bodenwelle und hoher Reichweite
| Kanal | Frequenz (MHz) | Programm        | ERP (kW) | Sendediagramm rund (ND) / gerichtet (D) | Polarisation horizontal (H) / vertikal (V) |
| ----- | -------------- | --------------- | -------- | --------------------------------------- | ------------------------------------------ |
| 10    | 210,25         | Das Erste (NDR) | 25       | ND                                      | V                                          |